# Samsung Galaxy SmartTag
Galaxy SmartTag é um localizador de chaves e objetos produzido pela Samsung Electronics. O dispositivo utiliza Bluetooth LE para permitir ao usuário localizar qualquer objeto que esteja conectado por meio do aplicativo móvel SmartThings. O SmartTag e o SmartTag plus foram anunciados no evento Galaxy Unpacked da Samsung em 14 de janeiro de 2021. O SmartTag foi incluído em todos os Galaxy S21 de pré-venda e lançado em 29 de janeiro de 2021. O SmartTag Plus foi anunciado novamente no Samsung Newsroom em 8 de abril de 2021 e lançado em 14 de abril. Em 11 de outubro de 2023, a Samsung lançou o SmartTag2.

## Funcionalidade
O Galaxy SmartTag é um dispositivo rastreador que pode ser acoplado a diversos objetos que se perdem facilmente com uma pequena alça (vendida separadamente) ou por outro meio, como um chaveiro. Os objetos incluem chaves, malas, bolsas, entre outros. O dispositivo pode então ser localizado com o aplicativo móvel SmartThings, usando Bluetooth LE. Outra variante, o Galaxy SmartTag+, utiliza tecnologia de banda ultralarga para localizar o aparelho e foi lançado em 16 de abril de 2021. Apenas alguns celulares, produzidos mais recentemente, e fabricados pela Samsung oferecem suporte a esses recursos. Enquanto o dispositivo estiver dentro do alcance do Bluetooth (120 metros), ele pode reproduzir um toque usando seu alto-falante piezoelétrico integrado para alertar o usuário sobre sua localização exata de forma audível, usando um volume entre 85-96 dB (desobstruído). Se o dispositivo estiver fora do alcance do Bluetooth LE, ele ainda poderá ser localizado usando a SmartThings Find Network da Samsung, que usa a conexão com a Internet e a localização GPS de outros telefones Samsung Galaxy na área para identificar anonimamente a localização da SmartTag para o proprietário. O dispositivo também possui um botão programável que pode ser usado para controlar produtos domésticos inteligentes compatíveis com SmartThings.

## Ler também
- AirTag